# Ane Graff
Ane Graff, född 1974 i Bodø i Norge, är en norsk installationskonstnär.
Ane Graff växte upp i Oslo och utbildade sig 1996–1997 i konsthistoria och 1997–1998 i psykologi på Oslo universitet samt 1999–2000 på Strykejernet Kunstskole i Oslo och 2000–2004 på Vestlandets Kunstakademi i Bergen. Hon hade sin första separatutställning på galleriet Standard i Oslo 2005.
Hon kombinerar i sitt konstnärskap konstuttryck med kunskap och observationer från naturvetenskapliga områden som mikrobiologi och kemi. Hon har i sina installationer bland annat behandlat kopplingar mellan klimatförändring, ekonomisk tillväxt, utrotning av kroppens immunförsvarsbakterier och utbredning av inflammationssjukdomar.
Ane Graff är, tillsammans med Ingela Ihrman samt Janne Nabb och Maria Teeri från Finland (konstnärsduon nabbteeri), en av de fyra konstnärer som representerar de nordiska länderna i den nordiska paviljongen på den 58:e Konstbiennalen i Venedig 2019. Temat för dessa konstnärer är förhållandet mellan människor och andra levande organismer i en tidsålder med klimatförändring och massutplåning av arter, under namnet Weather Report: Forecasting Future.